# Hindsville (Arkansas)
Hindsville ist ein Ort im Madison County, Arkansas, USA. Die Ortschaft wurde nach John Hinds, einem der ersten Siedler, benannt.

## Geographie
In Hindsville gibt es den Lake Hindsville, einen der ältesten künstlichen Seen in Arkansas.
Im Jahr 2007 wurde der U.S. Highway 412 auf vier Spuren ausgebaut und umgeht die Stadt nun vollständig.
Die nächste größere Stadt, Springdale, befindet sich etwa 35 Kilometer westlich, die Hauptstadt von Arkansas, Little Rock, etwa 300 Kilometer südöstlich. Das Stadtgebiet erstreckt sich über eine Fläche von 0,97 km².

## Bevölkerung
| Jahr | Einwohnerzahl |
| ---- | ------------- |
| 1990 | 69            |
| 2000 | 75            |
| 2010 | 65            |

Im Jahr 2010 wurde eine Einwohnerzahl von 61 Personen ermittelt, was einer Abnahme um 18,7 % gegenüber 2000 entspricht. Der Altersdurchschnitt beträgt 68 Jahre und ist somit höher als der Durchschnitt ins Arkansas, welcher bei 38 Jahren liegt.

## Persönlichkeiten
- George William Fullerton (1923–2009), Musiker, in Hindsville geboren
- Ashton Campbell, Miss Arkansas 2014, lebt in Hindsville